# 정신병동에도 아침이 와요
《정신병동에도 아침이 와요》(영어: Daily Dose of Sunshine)는 넷플릭스에서 2023년 11월 3일 공개된 대한민국의 드라마이다.

## 줄거리
정신건강의학과 근무를 처음 하게 된 간호사 정다은이 정신병동 안에서 만나는 세상과 마음 시린 사람들의 다양한 이야기를 그린 시리즈.

## 제작진

### 연출
- 이재규: MBC 단막극 《베스트극장 - 솔로몬 도둑》(연출), MBC 드라마 《내가 사랑한 마법사》(연출), MBC 창사특집 드라마 《하얀새》(연출), MBC 저녁 일일연속극 《보고 또 보고》(책임프로듀서), MBC 월화 특별기획 드라마 《국희》(책임프로듀서), MBC 월화 대기획 드라마 《아줌마》(책임프로듀서), MBC 월화 특별기획 드라마 《다모》(연출), SBS 월화 특별기획 드라마 《패션 70's》(책임프로듀서), MBC 수목 미니시리즈 《베토벤 바이러스》(연출), MBC 수목 미니시리즈 《더킹 투하츠》(공동연출), 영화 《인플루언스》(감독), 영화 《역린》(감독), 영화 《완벽한 타인》(감독 & 각색), NETFILX 오리지널 드라마 《지금 우리 학교는》(연출) 등 연출
- 김남수

### 극본
- 이남규: KBS 2TV 《개그콘서트》(공동 집필), KBS 2TV 《폭소클럽》(공동 집필), KBS 2TV 일일 시트콤 《달려라 울엄마》(공동 집필), KBS 2TV 일일 시트콤 《올드 미스 다이어리》(공동 집필), 도서 《올드 미스 다이어리 1, 2권》(집필), tvN 《코미디빅리그》(공동 집필), 영화 《조선명탐정: 각시투구꽃의 비밀》(각본), JTBC 일일 시트콤 《청담동 살아요》(공동 집필), 영화 《조선명탐정: 사라진 놉의 딸》(각본), JTBC 금토 드라마 《이번 주 아내가 바람을 핍니다》(공동집필), 영화 《조선명탐정: 흡혈괴마의 비밀》(각본), JTBC 월화 드라마 《눈이 부시게》(공동집필), JTBC 토일 미니시리즈 《힙(HIP)하게》등 집필
- 오보현: 네이버TV 《후유증》(공동 집필), MBC 드라마 페스티발 《형영당 일기》(집필), SBS Plus 《당신을 주문합니다》(공동 집필), SBS 일일 드라마 《당신은 선물》(공동 집필), JTBC 토일 미니시리즈 《힙(HIP)하게》(공동집필) 등 집필
- 김다희: JTBC 토일 미니시리즈 《힙(HIP)하게》(공동집필) 등 집필

## 등장인물

### 주요 인물
- 박보영: 정다은 역(아역: 안태린)
- 연우진: 동고윤 역
- 장동윤: 송유찬 역
- 이정은: 송효신 역

### 주변 인물

#### 병원 관련 인물
- 장률: 황여환 역
- 이이담: 민들레 역
- 이상희: 박수연 역
- 박지연: 홍정란 역
- 전배수: 윤만천 역
- 김종태: 임혁수 역
- 공성하: 차민서 역
- 임재혁: 공철우 역
- 박성연: 내과 수쌤 역
- 손세윤: 내과 간호사 1 역
- 김세희: 내과 간호사 2 역
- 유인수: 지승재 역
- 박정연: 혜원 역
- 유지수: 영선 역
- 공민정: 허지안 역
- 주인영: 이 간호사 역
- 박정윤: 윤지선 역
- 소규섭: 레지던트 역
- 황자능: 레지던트 역
- 최예은: 레지던트 역
- 고은영: 나이트 간호사 역

#### 주요 입원 환자
- 정운선: 오리나 역
- 김주아: 박병희 역
- 조달환: 김성식 역
- 노재원: 김서완 역
- 권한솔: 정하람 역

#### 환자 가족 및 관련 인물
- 차미경: 리나의 어머니 역
- 이서환: 성식의 형 역
- 이주원: 성식의 부장 역
- 박미현: 병희의 어머니 역
- 오민애: 서완의 어머니 역
- 이규회: 서완의 아버지 역

#### 주연진 관련 인물
- 한서울: 내과 환자 역
- 황영희: 다은의 어머니 역
- 우미화: 들레의 어머니 역
- 정종열: 들레 외삼촌 역
- 박한솔: 나라 역
- 이정은: 유찬의 어머니 역
- 정충구: 유찬의 아버지 역
- 김여진: 권주영 역
- 박주용: 수연 남편 역
- 문요한: 진우 역
- 심지유: 은우 역
- 김대건: 최준기 역
- 이현서: 경서 역
- 나미희: 최영기 역
- 유은아: 재희 역
- 고서희: 송애신 역

#### 기타 인물
- 전국향: 수연의 어머니 역
- 서동갑: 리나의 남편 역
- 이승주: 하윤 역
- 문수영: 오리나가 스토킹 했던 남자 역

## 수상 목록
- 2024년 제3회 청룡 시리즈 어워즈 여우주연상 (박보영)
- 2024년 제3회 청룡 시리즈 어워즈 드라마 부문 최우수 작품상 (정신병동에도 아침이 와요)
- 2024년 제11회 서울국제영화대상 드라마부문 최고 연기상 (공민정)
- 2024년 제10회 에이판 스타 어워즈 남자 신인상 (노재원)